# نادي برشلونة لكرة السلة
نادي برشلونة لكرة السلة (بالكتالانية: FC Barcelona Bàsquet) فريق كرة سلة يتبع نادي برشلونة تأسس ريجال برشلونة في 24/ آب عام 1926, تعتبر كرة السلة اللعبة الثانية من حيث الأهمية والجماهيرية في برشلونة بعد كرة القدم، يعد برشلونة من أبرز الأندية لكرة السلة على الصعيدين المحلي في إسبانيا والقاري في أوروبا، وحصل النادي على العديد من الألقاب المحلية والأوروبية.
بعض اللاعبين المعروفين الذين لعبوا مع الفريق من بينهم: باو غاسول ، روني صيقلي ، مارك جاسول ، أندرسون فارجاو ، خوان كارلوس نافارو ، جاكا لاكوفيتش ، ساروناس جاسيكيفيتشيوس ، ديخان بوديروغا ، جيانلوكا باسيلي ، ريكي روبيو ، خوان أنطونيو سان إيبيفانيو ، ساشا دوردفيتش ، و توني ماسنبورغ .
لدى النادي أيضًا فريق احتياط يلعب في الدوري الإسباني لكرة السلة الدرجة الثانية ويدعى FC Barcelona Bàsquet B

## التاريخ

### البدايات
تأسس النادي في 24 أغسطس 1926 ، ودخل أول منافسة له في عام 1927 ، حيث لعب في Campionat de Catalunya de Basquetbol (بطولة كرة السلة الكتالونية). خلال هذه السنوات المبكرة ، سيطرت أندية مثل CE Europa و Laietà BC و Société Patrie (لاحقًا CB Atlètic Gràcia) على كرة السلة في كاتالونيا ولم يتم تأسيس نادي برشلونة حتى الأربعينيات من القرن الماضي كفريق كرة سلة. خلال هذا العقد فازوا بستة كوبا ديل جنرال دي بالونسيستو (كأس ملك إسبانيا لكرة السلة) وكانوا وصيفين مرة واحدة. في عام 1956 كانوا من الأعضاء المؤسسين للدوري الإسباني بالونسيستو واحتلوا المركز الثاني. في عام 1959 فازوا بأول ثنائية في الدوري والكأس في كرة السلة الإسبانية.

### التراجع خلال الستينات
شهدت الستينيات والسبعينيات من القرن الماضي تراجع الفريق. في عام 1961 قام رئيس النادي إنريك لوديت بحل الفريق بالرغم من شعبيته. ومع ذلك ، في عام 1962 ، تم إصلاح النادي بعد حملة من قبل المشجعين. في عام 1964 ، تم تقليص دوري الدرجة الأولى من أربعة عشر فريقًا إلى ثمانية ، ووجد النادي نفسه في الدرجة الثانية بعد أن لم ينته بين أول فريقين مؤهلين في تصفيات الهبوط. لكن سرعان ما عادوا إلى الدرجة الأولى بعد أن توجوا بطلاً لسيجوندا في عام 1965. وخلال السبعينيات ، طغى منافسيه ريال مدريد وجوفنتوت على النادي.

### النهوض خلال الثمانينات
في الثمانينيات ، قدم رئيس النادي جوزيب لويز نونيز دعمه الكامل للفريق بهدف جعل النادي الأفضل في إسبانيا وأوروبا. نتج عن دعمه نتائج وخلال العقد مستوحى من مدربهم آيتو غارسيا رينيسيس ولاعبين مثل خوان أنطونيو سان إبيفانيو (المعروف باسم إيبي) وأندريس خيمينيز وسيبيليو وأودي نوريس وسولوزابال ، فاز النادي بست بطولات إسبانية وخمس كؤوس إسبانية ، كؤوس الكؤوس الأوروبية مرتين ، كأس كوراش وبطولة العالم. لكن كأس أوروبا ظلت بعيدة المنال ، وانتهت بالوصيف في عام 1984.

### أبطال أوروبا
بنى النادي على هذا النجاح خلال التسعينيات ، حيث فاز بأربع بطولات إسبانية أخرى وكأسين إسبانيتين. كانوا لا يزالون غير قادرين على الفوز بكأس أوروبا على الرغم من لعبهم في أربع نهائيات أخرى في 1990 و 1991 و 1996 و 1997. كما أنهم حققوا رقماً قياسياً في ست مباريات في النهائي الرابع في اليوروليغ. كان النجم خلال هذه الحقبة خوان أنطونيو سان إيبيفانيو.
مثابرتهم أتت ثمارها في نهاية المطاف ، وفي عام 2003 ، مستوحاة من ديان بوديروجا ، جريجور فوكا ، ساراناس جاسيكيفيوس وخوان كارلوس نافارو ، فازوا في اليوروليغ ، بفوزهم على بينيتون تريفيزو 76-65 أمام بالاو سانت جوردي في برشلونة. كرروا هذا الإنجاز في عام 2010 ، بفوزهم على أولمبياكوس بفارق 86-68 في باريس ، وفي أكتوبر / تشرين الأول ، صنعوا المزيد من التاريخ عندما تغلبوا على بطل الدوري الأمريكي للمحترفين مرتين لوس أنجلوس ليكرز - بما في ذلك كوبي براينت وخريجي FCB Bàsquet ومواطن برشلونة الأصلي باو جاسول - 92-88 في Palau Sant Jordi كجزء من 2010 NBA Europe Live Tour. كانت المباراة جديرة بالملاحظة أيضًا لكونها مباراة بين بطل الدوري الاميركي للمحترفين واليوروليغ وأول مرة يفوز فيها فريق أوروبي ضد بطل الدوري الاميركي للمحترفين. اثنان من لاعبي FCB Bàsquet في تلك المباراة - القائد نافارو وحارس النقاط ريكي روبيو - إما لعبوا أو ذهبوا للعب في الدوري الاميركي للمحترفين.

## اسم النادي
من عام 2004 حتى عام 2007 ، تمت رعاية النادي من قبل مجموعة فينترتور ، وهي شركة تأمين سويسرية لها مكاتب في برشلونة منذ عام 1910 ، مما أدى إلى ظهور فريق مسقط رأس جوان غامبر ، مؤسس النادي ، على قمصانهم. في عام 2006 ، استحوذت أكسا على مجموعة وينترثور ، مما أدى إلى تغيير اسم النادي. في موسم 2008-09 ، تغيرت رعاية النادي إلى شركة التأمين الإسبانية Regal (قسم من Liberty Seguros ، الفرع الأسباني لشركة التأمين الأمريكية Liberty Mutual). انتهت هذه الرعاية في يونيو 2013.
- FC Barcelona Banca Catalana (من عام 1989 حتى عام 1998)
- Winterthur FC Barcelona (من عام 2004 حتى عام 2007)
- AXA FC Barcelona (من عام 2007 حتى عام 2008)
- Regal FC Barcelona (من عام 2008 حتى عام 2011)
- FC Barcelona Regal (من عام 2011 حتى عام 2013)[7]
- FC Barcelona Lassa (من عام 2015 حتى عام 2019)[8]

## الملاعب الرئيسية

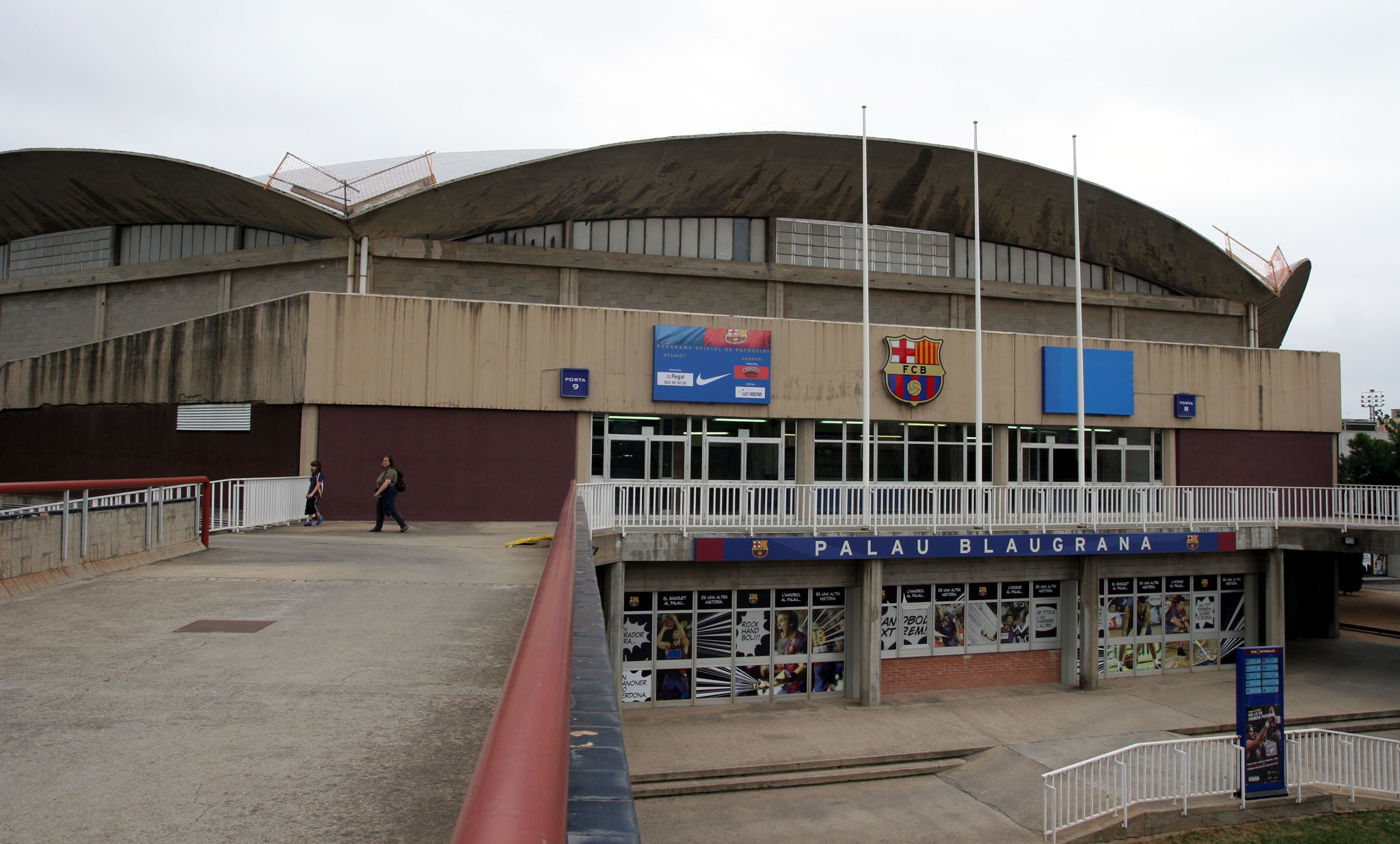
بالاو بلوغرانا

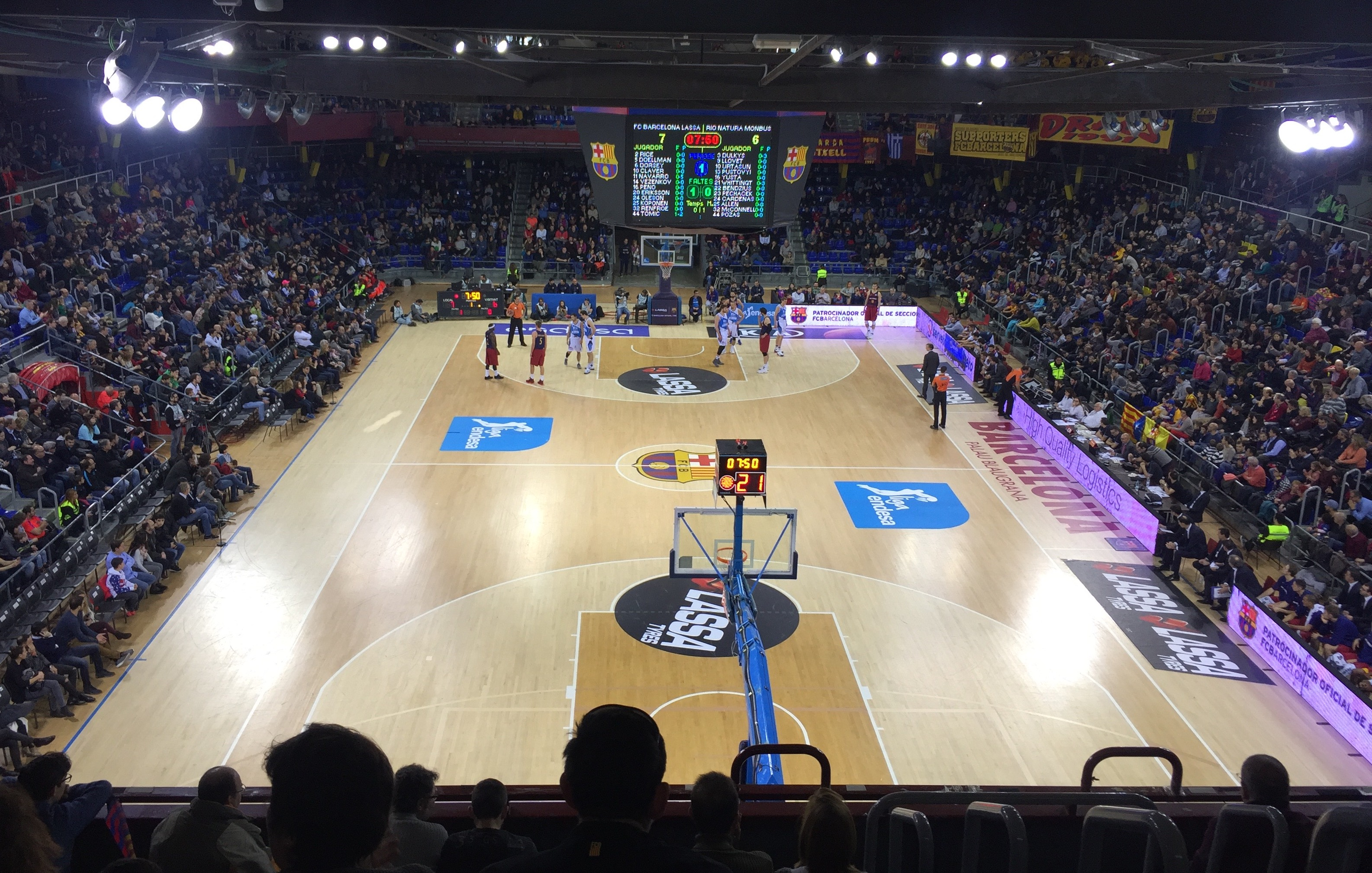
برشلونة يستضيف مباراة على ملعب بالاو بلوغرانا

- Sol de Baix Sports Complex (من عام 1926 حتى عام 1940)
- Les Corts Court (من عام 1940 حتى عام 1971), ويقع بجوار ملعب كامب دي ليس كورتس لكرة القدم.
- ملعب بالاو سانت جوردي ( من عام 1990 حتى عام 1992)، بعد عام 1992 يستخدم من حين لآخر لاستضافة المباريات
- بالاو بلوغرانا (من عام 1971 حتى عام 1990، ومنذ عام 1992– حتى الآن)
- نو بالاو بلوغرانا (سبدأ استخدامها من موسم 2022–23)

## اللاعبون

### الأرقام الحصرية
الأرقام الشرفية أو الأرقام الحصرية (بالإنجليزية: Retired numbers)‏ يقصد بها تشريف يقوم به النادي تجاه اللاعب بحيث يصبح رقم القميص خاصًا به ولا يسمح لأي لاعب لاحقًا بحمله.
| لاعبي نادي برشلونة لكرة السلة الحاصلين على أرقام شرفية | لاعبي نادي برشلونة لكرة السلة الحاصلين على أرقام شرفية | لاعبي نادي برشلونة لكرة السلة الحاصلين على أرقام شرفية | لاعبي نادي برشلونة لكرة السلة الحاصلين على أرقام شرفية | لاعبي نادي برشلونة لكرة السلة الحاصلين على أرقام شرفية |
| رقم القميص                                             | الجنسية                                                | اللاعب                                                 | المركز                                                 | الفترة                                                 |
| ------------------------------------------------------ | ------------------------------------------------------ | ------------------------------------------------------ | ------------------------------------------------------ | ------------------------------------------------------ |
| 4                                                      | إسبانيا                                                | أندريس خيمينيز                                         | لاعب هجوم قوي الجسم                                    | 1986–1998                                              |
| 7                                                      | إسبانيا                                                | إغناسيو سولوزابال                                      | لاعب هجوم خلفي                                         | 1978–1994                                              |
| 11                                                     | إسبانيا                                                | خوان كارلوس نافارو                                     | مدافع مسدد الهدف                                       | 1997–2007 2008–2018                                    |
| 12                                                     | إسبانيا                                                | روبرتو دوينياس                                         | لاعب وسط                                               | 1996–2005                                              |
| 15                                                     | إسبانيا                                                | خوان أنطونيو سان إيبيفانيو                             | لاعب هجوم صغير الجسم                                   | 1979–1995                                              |

## لاعبون بارزون

### المعايير
للظهور في هذا القسم ، يجب أن يمتلك اللاعب أي من الشروط التالية:
- سجل رقمًا قياسيًا في النادي أو فاز بجائزة فردية أثناء وجوده في النادي.
- لعب مباراة دولية رسمية واحدة على الأقل لمنتخبه الوطني في أي وقت.
- لعب مباراة رسمية واحدة على الأقل من الدوري الاميركي للمحترفين في أي وقت.

- أليكس أبرينيس
- إنريكي أندريو
- Pedro Ansa
- Jordi Bonareu
- مانيل بوش
- فرانسيسكو بوسكتو
- فيكتور كليفر
- Joaquim Costa
- Xavi Crespo
- جوان كريوس
- Juan de la Cruz  [لغات أخرى]‏
- رودريغو دي لا فونتي
- Salva Díez
- روبرتو دوينياس
- Roger Esteller
- Xavi Fernández
- Manolo Flores
- José Luis Galilea
- أيتو غارسيا رنسيس
- مارك جاسول
- باو جاسول
- روجر جريماو
- أندريس خيمينيز
- رافائيل جوفريسا
- Eduard Kucharski
- Alfonso Martínez
- فيران مارتينيز
- Sergi Martínez
- خوسيه أنطونيو مونتيرو
- خوان كارلوس نافارو
- براد أولسون
- José Antonio Paraíso
- تشابي راباسيدا
- باو ريباس
- إغناسيو رودريغيز
- ريكي روبيو
- فيكتور سادا
- خوان أنطونيو سان إيبيفانيو
- Luis Miguel Santillana  [لغات أخرى]‏
- Chicho Sibilio  [لغات أخرى]‏
- إغناسيو سولوزابال
- جوردي ترياس
- فران فاسكيز
- Francisco Zapata
- مارسيلو نيكولا
- خوان أجناسيو سانشيز
- ديفيد أندرسون
- جو إنغلز
- ناثان جاوي
- مارسيلينيو هويرتاس
- أندرسون فارجاو
- ألكسندر فيزينكوف
- لارس هانسن
- Greg Wiltjer
- رومين ساتو
- ماريو هزونغا
- ماريو كاسون
- أنتي توميتش
- روكو أكيتش
- أندريا جيجيتش
- لوبوش بارتون
- توماش ساتورانسكي
- كريستيان درير
- بيتري كوبونين
- ألين ديجبو
- باتريك فيميرلينج
- أديمولا أوكولايا
- تيبور بليس
- يوانيس بوروسيس
- نيكوس أوكونومو
- ميكاليس كاكيوزيس
- كوستاس بابانيكولاو
- ستراتوس بيربيروجلو
- إفثيميوس رينتزياس
- جيانلوكا باسيلي
- غريغور فوكا
- دينيس ماركوناتو
- ساماردو صامويلز
- جوستين دولمان
- ساروناس جاسيكفسيوس
- أرتوراس كارنيشوفاس
- فلادو ليافسكي
- فرانسيسكو إلسون
- ماسيج لامب
- كارلوس أرويو
- Héctor Blondet
- خوسيه أورتيز
- رامون ريفاس
- دانيال سانتياغو
- Boniface N'Dong
- أندري فيتيسوف
- جاكا لاكوفيتش
- إرازيم لوربيك
- بوستيان ناخبار
- ديجان بوديروغا
- ألكسندر دوردفيتش
- ميلان جروفيتش
- كوستا بيروفيتش
- زوران سافيتش
- ميلوش فويانيتش
- إرسان إلياسوفا
- ديريك ألستون
- آلان أندرسون
- والاس براينت
- Norman Carmichael
- بن كولمان
- مايك ديفيس
- جوي دورسي
- دان جودفريد
- Bob Guyette
- أوتيس هوارد
- مايك جونز
- توني مسنبورج
- أمل مكاسكيل
- Eugene McDowell
- داريل ميدلتون
- بيت ميكيل
- جيرود موستاف
- تيرنس موريس
- أودي نوريس
- جاكوب بولن
- تيريس رايس
- فريد روبرتس
- جيف رولاند
- روني صيقلي
- Kenny Simpson
- Marcelous Starks
- Steve Trumbo
- غرانفيل ويترس
- شاموند ويليامز
- ديفيد وود

## المدربون الرئيسيون
المدربون منذ عام 1974:
- رانكو جرافيكا 1974–76
- Todor Lazić 1976–77
- Eduard Kucharski 1977–79
- Antoni Serra 1979–85
- Manolo Flores 1985, 2005
- أيتو غارسيا رنسيس 1985–90, 1992–97, 1998–02
- بوجيدار ماليكوفيتش 1990–92
- Manel Comas 1996–97
- José María Oleart 1997
- سفيتسلاف بيشيتش 2002–04, 2018–20
- Joan Montes 2004–05
- دوشكو إيفانوفيتش 2005–08
- خافيير باسكوال 2008–16
- جورجيوس بارتزوكاس 2016–17
- سيتو ألونسو 2017–18
- ساروناس جاسيكفسيوس 2020–present

## البطولات

### البطولات المحلية
- الدوري الإسباني لكرة السلة
  - البطل (19): 1958–59، 1980–81، 1982–83، 1986–87، 1987–88، 1988–89، 1989–90، 1994–95، 1995–96، 1996–97، 1998–99، 2000–01، 2002–03، 2003–04، 2008–09، 2010–11، 2011–12، 2013–14، 2020–21
  - الوصيف (22) 1957، 1971–72، 1973–74، 1974–75، 1975–76، 1976–77، 1978–79، 1979–80، 1981–82، 1983–84، 1985–86، 1990–91، 1993–94، 1999–00، 2006–07، 2007–08، 2009–10، 2012–13، 2014–15، 2015–16، 2018–19، 2019–20
- كأس ملك إسبانيا لكرة السلة
  - البطل (26): 1943, 1945, 1946, 1947, 1949, 1950, 1959, 1978, 1979, 1980, 1981, 1982, 1983، 1987، 1988، 1991، 1994، 2001، 2003، 2007، 2010، 2011، 2013، 2018، 2019، 2021
  - الوصيف (11): 1942, 1951, 1961, 1977, 1984، 1989، 1996، 2002، 2012، 2014، 2015
- كأس السوبر الإسباني لكرة السلة
  - البطل (6): 1987–88, 2004، 2009، 2010، 2011، 2015
  - الوصيف (6): 2012، 2013، 2014، 2016، 2019، 2020
- كأس أميرة أستورياس
  - البطل (1): 1988
  - الوصيف (1): 1989

### البطولات الأوروبية
- الدوري الأوروبي لكرة السلة
  - البطل (2): 2002–03، 2009–10
  - الوصيف (6): 1983–84، 1989–90، 1990–91، 1995–96، 1996–97، 2020–21
  - المركز الثالث (3): 2008–09، 2011–12، 2013–14
  - المركز الرابع (6): 1981–82، 1988–89، 1993–94، 1999–00، 2005–06، 2012–13
  - اليوروليغ فاينل فور (14): 1989، 1990، 1991، 1994، 1996، 1997، 2000، 2003، 2006، 2009، 2010، 2012، 2013، 2014، 2021
- كأس سابورتا
  - البطل (2): 1984–85، 1985–86
  - الوصيف (1): 1980–81
  - نصف النهائي (3): 1977–78، 1978–79، 1979–80
- كأس كوراتش لكرة السلة
  - البطل (2): 1986–87، 1998–99
  - الوصيف (1): 1974–75
  - نصف النهائي (2): 1973، 1992–93
- كأس السوبر الأوروبي لكرة السلة (شبه رسمية)
  - البطل (3): 1983، 1986، 1986
  - الوصيف (1): 1987
  - المركز الثالث (1): 1991
  - المركز الرابع (3): 1988، 1989، 1990

### البطولات الدولية
- كأس القارات لكرة السلة
  - البطل (1): 1985
  - الوصيف (1): 1987
  - المركز الرابع (1): 1984
- بطولة ماكدونالدز
  - المركز الثالث (1): 1990
  - المركز الرابع (1): 1989

### غير رسمية
- تريبل كراون
  - البطل (1): 2002–03

### المسابقات الإقليمية
- بطولة كرة السلة الكتالونية
  - البطل (9): 1942, 1943, 1945, 1946, 1947, 1948, 1950, 1951, 1955
  - الوصيف (3): 1928, 1949, 1953
- دوري كرة السلة الكتالونية
  - البطل (22): 1980، 1981، 1982، 1983، 1984، 1985، 1989, 1993, 1995, 2000, 2001, 2004, 2009, 2010, 2011, 2012, 2013, 2014, 2015, 2016, 2017, 2019
  - الوصيف (13): 1986، 1987، 1988, 1990, 1991, 1992, 1994, 2002, 2003, 2005, 2006, 2008, 2018

### مسابقات أخرى
- Pohlheim, Germany Invitational Game:
  - 2008
- Calonge, Spain Invitational Game:
  - 2008
- Bologna, Italy Invitational Game: 1
  - 2008
- Sant Julia de Vilatorta, Spain Invitational Game:
  - 2009, 2012, 2014
  - الوصيف (2): 2018, 2019
- Sabadell, Spain Invitational Game:
  - 2011
- Palamós, Spain Invitational Game:
  - 2011
- Tarragona, Spain Invitational Game:
  - 2011
- Cordoba, Spain Invitational Game:
  - 2014
- Trofeo MoraBanc:
  - 2015
- Torneo de Fuenlabrada
  - 2015
- Trofeo Circuito de Pretemporada Movistar:
  - 2016
- Monzon, Spain Invitational Game:
  - 2017
- Platja D'Aro, Spain Invitational Game:
  - 2017
- Trofeo Memorial Quino Salvo:
  - 2017
- Torneig d’invitacions de Les Borges Blanques:
  - 2018
- Torneo Xacobeo:
  - 2019
- Badalona, Spain Invitational Game:
  - 2020

## الجوائز الفردية
ACB Most Valuable Player ‏
- نيكولا ميروتيتش – 2020
- خوان كارلوس نافارو – 2006

ACB Finals MVP ‏
- Xavi Fernández – 1996
- روبرتو دوينياس – 1997
- ديريك ألستون – 1999
- باو جاسول – 2001
- ساروناس جاسيكفسيوس – 2003
- ديجان بوديروغا – 2004
- خوان كارلوس نافارو – 2009, 2011, 2014
- إرازيم لوربيك – 2012
- نيكولا ميروتيتش – 2021

كأس ملك إسبانيا لكرة السلة
- باو جاسول – 2001
- ديجان بوديروغا – 2003
- جوردي ترياس – 2007
- فران فاسكيز – 2010
- آلان أندرسون – 2011
- بيت ميكيل – 2013
- توماس هيورتيل – 2018, 2019
- كوري هيغنز – 2021

كأس السوبر الإسباني لكرة السلة
- ديجان بوديروغا – 2004
- خوان كارلوس نافارو – 2009, 2010, 2011

الدوري الإسباني لكرة السلة
- فرانسيسكو إلسون – 2001

EuroLeague MVP
- خوان كارلوس نافارو – 2009

EuroLeague Final Four MVP
- ديجان بوديروغا – 2003
- خوان كارلوس نافارو – 2010

EuroLeague Rising Star
- ريكي روبيو – 2010
- أليكس أبرينيس – 2016

All-EuroLeague First Team
- ديجان بوديروغا – 2003, 2004
- خوان كارلوس نافارو – 2006, 2007, 2009, 2010, 2011
- إرازيم لوربيك – 2011
- أنتي توميتش – 2013, 2014

All-EuroLeague Second Team
- باو جاسول – 2001
- إرازيم لوربيك – 2010
- خوان كارلوس نافارو – 2012, 2013
- أنتي توميتش – 2015

All-ACB First Team ‏
- ديجان بوديروغا – 2004
- خوان كارلوس نافارو – 2006, 2007, 2009, 2010
- فران فاسكيز – 2009
- إرازيم لوربيك – 2010, 2012
- ريكي روبيو – 2010
- أنتي توميتش – 2013
- نيكولا ميروتيتش – 2020

All-ACB Second Team ‏
- توماش ساتورانسكي – 2016
- أنتي توميتش – 2017, 2018
- توماس هيورتيل – 2018, 2019
- آدام هانجا – 2020

### إحصاءات
- تسجيل معظم النقاط في المباراة: نادي برشلونة 147–106 نادي كاخابيلباو لكرة السلة (1986–87)
- أكبر فارق في النقاط: 74 – نادي برشلونة 128–54 نادي ماتارو (1972–73)
- أكبر فارق في النقاط (للخصم): 60 – نادي ريال مدريد 125–65 نادي برشلونة (1973) و مباراة: نادي ريال مدريد 138–78 نادي برشلونة (1977)
- لاعب لعب أكبر عدد من مبارياته مع برشلونة: خوان أنطونيو سان إيبيفانيو (421)
- لاعب لعب أكبر عدد دقائق مع برشلونة: خوان أنطونيو سان إيبيفانيو (11,758)
- أكبر عدد نقاط سجله مع نادي برشلونة خوان أنطونيو سان إيبيفانيو (7,028)
- أكبر عدد تمريرات الحاسمة: خوان أنطونيو سان إيبيفانيو (932)[9]
- أكبر عدد كرات مرتدة: روبرتو دوينياس (2.113)
- أكبر عدد من البلوك شوتس: روبرتو دوينياس (266)
- أكبر عدد أهداف بثلاثة نقاط: خوان أنطونيو سان إيبيفانيو (684)[9]
- أكبر عدد ستيلز: إغناسيو سولوزابال (611)

## الأداء حسب الموسم
| الموسم  | الدور                                              | القسم                                              | المركز بعد التصفيات                                                                                                 | الفوز–الخسارة | كأس ملك إسبانيا | الكؤوس الأخرى | الكؤوس الأخرى | البطولات الأوروبية                                                                                                  | البطولات الأوروبية                                                                                                  | البطولات الأوروبية                                                                                                  |
| ------- | -------------------------------------------------- | -------------------------------------------------- | --- | --- | --- | --- | --- | --- | --- | --- |
| 1923–56 | كأس ملك إسبانيا                                    | كأس ملك إسبانيا                                    | كان البطل لـ6 مرات خلال مواسم: (42–43, 44–45, 45–46, 46–47, 48–49, 49–50), والوصيف مرتين خلال مواسم: (41–42, 50–51) | كان البطل لـ6 مرات خلال مواسم: (42–43, 44–45, 45–46, 46–47, 48–49, 49–50), والوصيف مرتين خلال مواسم: (41–42, 50–51) | كان البطل لـ6 مرات خلال مواسم: (42–43, 44–45, 45–46, 46–47, 48–49, 49–50), والوصيف مرتين خلال مواسم: (41–42, 50–51) | كان البطل لـ6 مرات خلال مواسم: (42–43, 44–45, 45–46, 46–47, 48–49, 49–50), والوصيف مرتين خلال مواسم: (41–42, 50–51) | كان البطل لـ6 مرات خلال مواسم: (42–43, 44–45, 45–46, 46–47, 48–49, 49–50), والوصيف مرتين خلال مواسم: (41–42, 50–51) | كان البطل لـ6 مرات خلال مواسم: (42–43, 44–45, 45–46, 46–47, 48–49, 49–50), والوصيف مرتين خلال مواسم: (41–42, 50–51) | كان البطل لـ6 مرات خلال مواسم: (42–43, 44–45, 45–46, 46–47, 48–49, 49–50), والوصيف مرتين خلال مواسم: (41–42, 50–51) | كان البطل لـ6 مرات خلال مواسم: (42–43, 44–45, 45–46, 46–47, 48–49, 49–50), والوصيف مرتين خلال مواسم: (41–42, 50–51) |
| 1957    | 1                                                  | 1ª القسم                                           | المركز الثاني | 7–3 | Fourth position | | | | | |
| 1958    | 1                                                  | 1ª القسم                                           | المركز الثامن | 4–14 | | | | | | |
| 1958–59 | 1                                                  | 1ª القسم                                           | المركز الأول | 20–2 | البطل | | | | | |
| 1959–60 | 1                                                  | 1ª القسم                                           | المركز السادس | 11–11 | نصف النهائي | | | 1 كأس الأبطال | QF | 2–2 |
| 1960–61 | 1                                                  | 1ª القسم                                           | المركز الثالث | 15–7 | نصف النهائي | | | | | |
| 1961–62 | قام النادي بحل القسم مؤقتًا ولم يدخلوا في أي منافسة | قام النادي بحل القسم مؤقتًا ولم يدخلوا في أي منافسة | قام النادي بحل القسم مؤقتًا ولم يدخلوا في أي منافسة                                                                  | قام النادي بحل القسم مؤقتًا ولم يدخلوا في أي منافسة                                                                  | قام النادي بحل القسم مؤقتًا ولم يدخلوا في أي منافسة                                                                  | قام النادي بحل القسم مؤقتًا ولم يدخلوا في أي منافسة                                                                  | قام النادي بحل القسم مؤقتًا ولم يدخلوا في أي منافسة                                                                  | قام النادي بحل القسم مؤقتًا ولم يدخلوا في أي منافسة                                                                  | قام النادي بحل القسم مؤقتًا ولم يدخلوا في أي منافسة                                                                  | قام النادي بحل القسم مؤقتًا ولم يدخلوا في أي منافسة                                                                  |
| 1962–63 | 1                                                  | 1ª القسم                                           | 6th | 2–10 | | | | | | |
| 1963–64 | 1                                                  | 1ª القسم                                           | 6th | 4–8 | | | | | | |
| 1964–65 | 2                                                  | 2ª القسم                                           | المركز الأول | | | | | | | |
| 1965–66 | 1                                                  | 1ª القسم                                           | المركز الخامس | 8–10 | نصف النهائي | | | | | |
| 1966–67 | 1                                                  | 1ª القسم                                           | المركز الخامس | 9–11 | الدوري ربع النهائي                                                                                                  | | | | | |
| 1967–68 | 1                                                  | 1ª القسم                                           | المركز الثامن | 6–14 | الدوري ربع النهائي                                                                                                  | | | | | |
| 1968–69 | 1                                                  | 1ª القسم                                           | المركز الخامس | 8–1–13 | الدوري ربع النهائي                                                                                                  | | | | | |
| 1969–70 | 1                                                  | 1ª القسم                                           | المركز السادس | 11–11 | الدوري ربع النهائي                                                                                                  | | | | | |
| 1970–71 | 1                                                  | 1ª القسم                                           | المركز السادس | 11–11 | الدوري ربع النهائي                                                                                                  | | | | | |
| 1971–72 | 1                                                  | 1ª القسم                                           | المركز الثاني | 19–3 | نصف النهائي | | | | | |
| 1972–73 | 1                                                  | 1ª القسم                                           | المركز الثالث | 22–2–6 | الدوري ربع النهائي                                                                                                  | | | 3 كأس كوراش | نصف النهائي | 3–2 |
| 1973–74 | 1                                                  | 1ª القسم                                           | المركز الثاني | 22–2–4 | الدوري ربع النهائي                                                                                                  | | | 3 كأس كوراش | R12 | 7–1 |
| 1974–75 | 1                                                  | 1ª القسم                                           | المركز الثاني | 19–3 | نصف النهائي | | | 3 كأس كوراش | الوصيف | 9–5 |
| 1975–76 | 1                                                  | 1ª القسم                                           | المركز الثاني | 23–9 | نصف النهائي | | | 3 كأس كوراش | R16 | 3–3 |
| 1976–77 | 1                                                  | 1ª القسم                                           | المركز الثاني | 20–1–1 | الوصيف | | | | | |
| 1977–78 | 1                                                  | 1ª القسم                                           | المركز الثالث | 19–3 | البطل | | | 2 كأس الكؤوس | نصف النهائي | 7–1–4 |
| 1978–79 | 1                                                  | 1ª القسم                                           | المركز الثاني | 17–5 | البطل | | | 2 كأس الكؤوس | نصف النهائي | 8–2 |
| 1979–80 | 1                                                  | 1ª القسم                                           | المركز الثاني | 19–3 | البطل | | | 2 كأس الكؤوس | نصف النهائي | 4–4 |
| 1980–81 | 1                                                  | 1ª القسم                                           | المركز الأول | 23–3 | البطل | | | 2 كأس الكؤوس | الوصيف | 6–3 |
| 1981–82 | 1                                                  | 1ª القسم                                           | المركز الثاني | 24–2 | البطل | | | 1 كأس الأبطال | نصف النهائي | 10–6 |
| 1982–83 | 1                                                  | 1ª القسم                                           | المركز الأول | 26–1 | البطل | | | 2 كأس الكؤوس | QF | 3–3 |
| 1983–84 | 1                                                  | الدوري                                             | المركز الثاني | 29–7 | الوصيف | | | 1 كأس الأبطال | الوصيف | 11–4 |
| 1984–85 | 1                                                  | الدوري                                             | المركز الثالث | 26–7 | Third position | | | 2 كأس الكؤوس | البطل | 9–2 |
| 1985–86 | 1                                                  | الدوري                                             | المركز الثاني | 27–8 | Third position | | | 2 كأس الكؤوس | البطل | 7–2 |
| 1986–87 | 1                                                  | الدوري                                             | المركز الأول | 31–7 | البطل | Copa Príncipe | QF | 3 كأس كوراش | البطل | 7–3 |
| 1987–88 | 1                                                  | الدوري                                             | المركز الأول | 31–9 | البطل | كأس السوبر | البطل | 1 كأس الأبطال | QF | 13–5 |
| 1987–88 | 1                                                  | الدوري                                             | المركز الأول | 31–9 | البطل | Copa Príncipe | البطل | 1 كأس الأبطال | QF | 13–5 |
| 1988–89 | 1                                                  | الدوري                                             | المركز الأول | 35–9 | الوصيف | Copa Príncipe | الوصيف | 1 كأس الأبطال | المركز الرابع | 13–5 |
| 1989–90 | 1                                                  | الدوري                                             | المركز الأول | 38–8 | الدوري ربع النهائي                                                                                                  | | | 1 كأس الأبطال | الوصيف | 15–3 |
| 1990–91 | 1                                                  | الدوري                                             | المركز الثاني | 34–13 | البطل | Copa Príncipe | نصف النهائي | 1 كأس الأبطال | الوصيف | 14–4 |
| 1991–92 | 1                                                  | الدوري                                             | المركز السادس | 26–12 | Fourth position | | | 1 الدوري الأوروبي                                                                                                   | QF | 12–6 |
| 1992–93 | 1                                                  | الدوري                                             | المركز الثالث | 29–11 | الدوري ربع النهائي                                                                                                  | | | 3 كأس كوراش | نصف النهائي | 11–3 |
| 1993–94 | 1                                                  | الدوري                                             | المركز الثاني | 28–12 | البطل | | | 1 الدوري الأوروبي                                                                                                   | المركز الرابع | 12–9 |
| 1994–95 | 1                                                  | الدوري                                             | المركز الأول | 38–12 | الدوري ربع النهائي                                                                                                  | | | 1 الدوري الأوروبي                                                                                                   | GS | 10–6 |
| 1995–96 | 1                                                  | الدوري                                             | المركز الأول | 38–11 | الوصيف | | | 1 الدوري الأوروبي                                                                                                   | الوصيف | 13–5 |
| 1996–97 | 1                                                  | الدوري                                             | المركز الأول | 36–12 | نصف النهائي | | | 1 الدوري الأوروبي                                                                                                   | الوصيف | 13–10 |
| 1997–98 | 1                                                  | الدوري                                             | المركز الرابع | 24–17 | الدوري ربع النهائي                                                                                                  | | | 1 الدوري الأوروبي                                                                                                   | R16 | 10–9 |
| 1998–99 | 1                                                  | الدوري                                             | المركز الأول | 35–8 | نصف النهائي | | | 3 كأس كوراش | البطل | 13–3 |
| 1999–00 | 1                                                  | الدوري                                             | المركز الثاني | 34–14 | الدوري ربع النهائي                                                                                                  | | | 1 الدوري الأوروبي                                                                                                   | المركز الرابع | 16–8 |
| 2000–01 | 1                                                  | الدوري                                             | المركز الأول | 38–5 | البطل | | | 1 الدوري الأوروبي                                                                                                   | T16 | 8–4 |
| 2001–02 | 1                                                  | الدوري                                             | المركز الثالث | 31–11 | الوصيف | | | 1 الدوري الأوروبي                                                                                                   | T16 | 14–6 |
| 2002–03 | 1                                                  | الدوري                                             | المركز الأول | 36–9 | البطل | | | 1 الدوري الأوروبي                                                                                                   | البطل | 18–4 |
| 2003–04 | 1                                                  | الدوري                                             | المركز الأول | 32–14 | الدوري ربع النهائي                                                                                                  | | | 1 الدوري الأوروبي                                                                                                   | T16 | 14–6 |
| 2004–05 | 1                                                  | الدوري                                             | المركز الخامس | 25–13 | الدوري ربع النهائي                                                                                                  | كأس السوبر | البطل | 1 الدوري الأوروبي                                                                                                   | T16 | 11–9 |
| 2005–06 | 1                                                  | الدوري                                             | المركز الثالث | 27–14 | الدوري ربع النهائي                                                                                                  | | | 1 الدوري الأوروبي                                                                                                   | المركز الرابع | 15–10 |
| 2006–07 | 1                                                  | الدوري                                             | المركز الثاني | 30–17 | البطل | كأس السوبر | نصف النهائي | 1 الدوري الأوروبي                                                                                                   | QF | 14–9 |
| 2007–08 | 1                                                  | الدوري                                             | المركز الثاني | 28–13 | الدوري ربع النهائي                                                                                                  | كأس السوبر | نصف النهائي | 1 الدوري الأوروبي                                                                                                   | QF | 13–10 |
| 2008–09 | 1                                                  | الدوري                                             | المركز الأول | 33–8 | نصف النهائي | كأس السوبر | نصف النهائي | 1 الدوري الأوروبي                                                                                                   | المركز الثالث | 18–5 |
| 2009–10 | 1                                                  | الدوري                                             | المركز الثاني | 36–6 | البطل | كأس السوبر | البطل | 1 الدوري الأوروبي                                                                                                   | البطل | 20–2 |
| 2010–11 | 1                                                  | الدوري                                             | المركز الأول | 35–7 | البطل | كأس السوبر | البطل | 1 الدوري الأوروبي                                                                                                   | QF | 14–6 |
| 2011–12 | 1                                                  | الدوري                                             | المركز الأول | 37–8 | الوصيف | كأس السوبر | البطل | 1 الدوري الأوروبي                                                                                                   | المركز الثالث | 19–2 |
| 2012–13 | 1                                                  | الدوري                                             | المركز الثاني | 30–15 | البطل | كأس السوبر | الوصيف | 1 الدوري الأوروبي                                                                                                   | المركز الرابع | 25–6 |
| 2013–14 | 1                                                  | الدوري                                             | المركز الأول | 35–10 | الوصيف | كأس السوبر | الوصيف | 1 الدوري الأوروبي                                                                                                   | المركز الثالث | 23–6 |
| 2014–15 | 1                                                  | الدوري                                             | المركز الثاني | 30–14 | الوصيف | كأس السوبر | الوصيف | 1 الدوري الأوروبي                                                                                                   | QF | 21–7 |
| 2015–16 | 1                                                  | الدوري                                             | المركز الثاني | 35–9 | الدوري ربع النهائي                                                                                                  | كأس السوبر | البطل | 1 الدوري الأوروبي                                                                                                   | QF | 17–12 |
| 2016–17 | 1                                                  | الدوري                                             | المركز السادس | 23–12 | نصف النهائي | كأس السوبر | الوصيف | 1 الدوري الأوروبي                                                                                                   | المركز الحادي عشر                                                                                                   | 12–18 |
| 2017–18 | 1                                                  | الدوري                                             | المركز الثالث | 27–14 | البطل | | | 1 الدوري الأوروبي                                                                                                   | المركز الثالث عشر                                                                                                   | 11–19 |
| 2018–19 | 1                                                  | الدوري                                             | المركز الثاني | 33–10 | البطل | كأس السوبر | نصف النهائي | 1 الدوري الأوروبي                                                                                                   | QF | 20–15 |
| 2019–20 | 1                                                  | الدوري                                             | المركز الثاني | 24–6 | الدوري ربع النهائي                                                                                                  | | | 1 الدوري الأوروبي                                                                                                   | — | 22–6 |
| 2020–21 | 1                                                  | الدوري                                             | المركز الأول | 38–6 | البطل | كأس السوبر | الوصيف | 1 الدوري الأوروبي                                                                                                   | الوصيف | 28–13 |